# Sony Ericsson Open 2011
Sony Ericsson Open 2011 — профессиональный теннисный турнир, в 27-й раз проводившийся в Ки-Бискейне, Майами на открытых хардовых кортах. Мужской турнир имеет категорию ATP Masters 1000, а женский — WTA Premier Mandatory. Майамский турнир закрывает сезон турниров на харде. Соревнования были проведены на кортах Tennis Center at Crandon Park, с 21 марта по 3 апреля 2011 года.
Прошлогодними чемпионами являются:
- мужчины одиночки —  Энди Роддик
- женщины одиночки —  Ким Клейстерс
- мужчины пары —  Лукаш Длоуги /  Леандер Паес
- женщины пары —  Жисела Дулко /  Флавия Пеннетта

## Соревнования

### Мужчины. Одиночный турнир
Новак Джокович обыграл  Рафаэля Надаля со счётом 4-6, 6-3, 7-6(4).
- Новак Джокович выиграл свой четвёртый одиночный турнир на соревнованиях ассоциации в году и 22й в карьере. На этом турнире он победил во второй раз (также выиграл в 2007 году).
- Новак Джокович выиграл 26 встречу подряд, начиная с финала Кубка Дэвиса в декабре 2010 года. В 2011 году на момент окончания турнира он выиграл все матчи во всех турнирах, которых он участвовал.
- Новак Джокович сумел выиграть второй турнир серии Мастерс подряд и второй раз подряд переиграть в финале первую ракетку мира на тот момент Рафаэля Надаля.
- Рафаэль Надаль в первый раз вышел в финал одиночного турнира на соревнованиях ассоциации в году и 58й в карьере.

### Женщины. Одиночный турнир
Виктория Азаренко обыграла  Марию Шарапову со счётом 6-1, 6-4.
- Виктория Азаренко выиграла свой первый одиночный турнир на соревнованиях ассоциации в году и 6й в карьере. На этом турнире она победила во второй раз (также выиграла в 2009 году).
- Мария Шарапова в первый раз вышла в финал одиночного турнира на соревнованиях ассоциации в году и 34й в карьере.

### Мужчины. Парный турнир
Махеш Бхупати /  Леандер Паес обыграли  Даниэля Нестора /  Максима Мирного со счётом 6-7(5), 6-2, [10-5].
- Махеш Бхупати выиграл свой второй парный турнир на соревнованиях ассоциации в году и 48й в карьере.
- Леандер Паес выиграл свой второй парный турнир на соревнованиях ассоциации в году и 45й в карьере.

### Женщины. Парный турнир
Даниэла Гантухова /  Агнешка Радваньская обыграли  Надежду Петрову /  Лизель Хубер со счётом 7-6(5), 2-6, [10-8].
- Даниэла Гантухова выиграла свой первый парный турнир на соревнованиях ассоциации в году и 9й в карьере.
- Агнешка Радваньская выиграла свой первый парный турнир на соревнованиях ассоциации в году и второй в карьере.